# Atlântida (Xangri-lá)
Atlântida é uma praia brasileira que compõe a orla do município de Xangri-lá, no estado mais meridional do Brasil, o Rio Grande do Sul.
É um dos balneários que compõem a orla de Xangri-lá, município que faz limite pelo litoral com Capão da Canoa ao norte e com Osório ao sul, e que tem como vias de acesso a RS-389, conhecida como Estrada do Mar, e a BR-101, que deve ser deixada para trás na localidade de Morro Alto, onde adentra-se na RS-407.
Comparando-se distâncias deste balneário com as capitais da Região Sul do Brasil e tomando-se como ponto de partida a sede de Xangri-lá, a distância é de 130 quilômetros de Porto Alegre, 348 quilômetros de Florianópolis e 619 quilômetros de Curitiba.

## Características
A maioria dos frequentadores da praia está entre a população gaúcha de classe social média alta a alta, além de ser também uma das mais visadas pelos surfistas de todo o estado, por ter ondas consideradas grandes, tendo como destaque sua plataforma inspirada nos modelos das praias californianas. Entretanto, a maioria dos surfistas gaúchos ainda preferem as praias de Torres e do litoral do estado de Santa Catarina. O mar de Atlântida costuma ser considerado frio pelos gaúchos e a sua coloração é invariavelmente afetada pela proliferação de algas.
A praia tem variadas opções de restaurantes, danceterias e decks com espaços de música, lazer, gastronomia e esportes à beira-mar. Há, ainda, a avenida Paraguassú, que atravessa todo o balneário e que mantém continuidade no município de Capão da Canoa, ao norte, e, ao sul, nos demais balneários de Xangri-lá. Nesta avenida existem vários estabelecimentos comerciais que servem à população fixa e a flutuante desta praia.
Atlântida recebe anualmente, desde 1996, o Planeta Atlântida, festival de música de verão realizado pela Rede Atlântida (também conhecida pela abreviação ATL), pertencente ao Grupo RBS. O evento recebe um público aproximado de 70 mil pessoas por noite, tornando-o um dos principais festivais de música do Brasil.